# Fritz Hofmann
Fritz Hofmann (19. června 1871, Roßleben – 14. července 1927, Berlín) byl německý sportovec atlet a gymnasta. Účastnil se 1. letních olympijských her 1896 v Athénách v běžeckých a skokanských disciplínách a byl kapitánem úspěšného německého družstva gymnastů. Získal celkem dvě zlaté, jednu stříbrnou a jednu bronzovou medaili.
Fritz Hofmann byl také dobrým veslařem a cyklistou. Jako cvičitel se účastnil i 2. letních olympijských her 1900 v Paříži, roku 1904 v Saint Louis byl vedoucím družstva a na mezihrách r. 1906 v Athénách si ještě aspoň v rozběhu zkusil běh na 100 m. Tam byl současně také jako trenér (cvičitel).

## Fritz Hofmann na olympiádě v Athénách

### Atletika - 100 m muži
6. dubna 1896 se konaly rozběhy závodu na 100 m. K této disciplíně bylo přihlášeno 21 závodníků, kteří byli vybráni do tří rozběhů, první dva z každého rozběhu se kvalifikovali do finále. To se běželo 10. dubna. Fritz Hofmann běžel ve 3. rozběhu s pozdějším vítězem Tomem Burkem z USA a postupoval za ním jako druhý časem 12,6 s. Do finále nenastoupil Američan Tom Curtis, za vítězem Tomem Burkem byl Fritz Hofmann druhý časem 12,2 s, o třetí místo se dělil Slovák v družstvu Maďarska Alojz Sokol s Francisem Lanem z USA.

### Atletika - 400 m
Po rozbězích na 100 m přišly na řadu 6. dubna i rozběhy na 400 m. První dva z každého ze dvou rozběhů postoupili do finále, které se běželo 7. dubna. V prvním rozběhu Fritz Hofmann postoupil z druhého místa časem 58,6 s, před ním skončil Američan Herbert Jamison. Hofmann byl přitom za chybný první start penalizován při opakovaném startu o dva metry dozadu společně s Francouzem Griselem. Finále 7.4. se Hofmannovi nezdařilo, zůstal v něm čtvrtý (poslední). Vyhrál Tom Burke před Jamisonem a Britem Charlesem Gmelinem. Stříbrná medaile byla pro Hofmanna ze sportovního hlediska cennější než zlata z týmové soutěže gymnastů.

### Atletika - trojskok
Mezi rozběhy na 100 a 400 m proběhl na athénském stadionu 6. dubna první finálový závod moderních olympiád. Skákalo se zvláštním stylem, jemuž se anglicky říkalo „hop, skip and jump“. Historicky prvním olympijským vítězem vůbec se stal James Connolly z USA výkonem 13,71 m, druhý byl Alexandre Tuffèri z Francie, třetí domácí Ioannis Persakis. Fritz Hofmann byl mezi sedmi skokany na 6. nebo 7. místě.

### Atletika - vrh koulí
7. dubna se konala soutěž koulařů, k níž se sešlo sedm sportovců. Hofmann si soutěž statečně vyzkoušel, ale skončil mezi 5. až 7. místem. Vyhrál Robert Garrett z USA před dvojicí Řeků M. Gouskosem a G. Papasiderisem.

### Atletika - skok do výšky
10. dubna proběhla výška mužů, účastnilo se pět závodníků. Trojice Američanů se rozdělila o stupně vítězů, vyhrál Ellery Clark (181 cm) před R. Garrettem a J. Connollym se shodnými 165 cm, Fritz Hofmann skončil poslední se 155 cm.

### Sportovní gymnastika - bradla družstva
9. dubna se konala většina gymnastických soutěží olympiády. V soutěži družstev na bradlech byl Fritz Hofmann kapitánem týmu Německa, které v zápolení se dvěma družstvy domácích Řeků jasně vyhrálo. Německé družstvo cvičilo na bradlech ve složení: Fritz Hofmann, Konrad Böcker, Alfred Flatow, Gustav Flatow, Georg Hillmar, Fritz Manteuffel, Karl Neukirch, Richard Röstel, Gustav Schuft, Carl Schuhmann a Hermann Weingärtner.

### Sportovní gymnastika - hrazda mužstva
Prameny neuvádějí, proč v soutěži družstev na hrazdě startoval pouze tým Německa, jehož cvičení bylo vlastně exhibicí, za niž se dostávaly zlaté medaile olympijských vítězů. Fritz Hofmann byl opět kapitánem celku Německa, které cvičilo ve stejném složení jako na bradlech.

### Sportovní gymnastika - šplh na laně
Soutěž se konala 10. dubna, pět sportovců se dohodlo na pravidlech před zahájením soutěže (!). Lano bylo vysoké 14 m a o pořadí měl rozhodnout a) čas dosažený při dosažení vrcholu, b) výška, na niž se závodník vyšplhá. Na vrcholek se dostali jen oba Řekové, zvítězil Nikolaos Andriakopoulos před Thomasem Xenakisem, třetí byl Fritz Hofmann, který se vyšplhal do 12,5 m.